# Martin Romberg
Heinrich Wilhelm Julius Martin Romberg (* 5. April 1857 in Perlin; † 27. August 1943 in Grevesmühlen) war ein deutscher evangelisch-lutherischer Geistlicher.

## Leben
Martin Romberg entstammte einer mecklenburgischen Pastorendynastie, die weitläufig mit der Musikerfamilie Romberg verwandt war. Er war ein Sohn des Pastors und Präpositus Hermann Romberg (1821–1887) in Kalkhorst und seiner Ehefrau Bertha Clara Therese, geb. Fischer. Von seinen Brüdern wurde Bernhard Hofmusikdirektor am großherzoglichen Hof in Schwerin; Karl August (* 6. Dezember 1868) und Friedrich Franz (* 22. Januar 1870; † 20. April 1949 in Dassow) wurden ebenfalls Pastoren. Carl Heinrich Romberg war sein Onkel.
Er besuchte das Gymnasium Fridericianum Schwerin bis zum Abitur Ostern 1879 und studierte Evangelische Theologie an der Universität Rostock, der Universität Erlangen und ab dem Wintersemester 1880 wieder in Rostock. In Erlangen wurde er im Sommer 1880 Mitglied der CStV Uttenruthia Erlangen. 1883 bestand er sein erstes (pro licentia concionandi) und 1886 sein zweites (pro ministerio) Theologisches Examen. Er war zunächst Konrektor in Röbel und Rektor in Sternberg und erhielt 1886 seine erste Pfarrstelle als zweiter Pastor der Johanneskirche (Dömitz) und Pastor der Zuchthaus- und Festungskirche in der Festung Dömitz. 1894 wurde er Pastor in Warnkenhagen. 1897 kam er zweiter Pastor an die Kirche St. Nikolai (Schelfkirche) Schwerin. 1917 wurde er hier erster Pastor und Propst. 
Romberg lehrte am Predigerseminar in Schwerin und war ab 1917 Mitglied der Theologischen Prüfungskommission. Er hielt zahlreiche Vorträge, von denen er etliche bei der Schweriner Verlagsbuchhandlung Bahn veröffentlichen ließ. Zum Reformationsjubiläum 1917 verlieh ihm die Theologische Fakultät der Universität Rostock die Ehrendoktorwürde.
Nach dem verlorenen Ersten Weltkrieg, den er in Vorträgen und Predigten unterstützt hatte und in dem er einen Sohn verlor, ließ Romberg sich 1920 aus gesundheitlichen Gründen nach Kalkhorst versetzen. Ab Januar 1921 war er auch Propst des Klützer Zirkels, der Kirchen im Klützer Winkel. Im Januar 1933 wurde er emeritiert. 
Er war seit 1886 verheiratet mit Helene von Bülow (1865–1920) aus dem Haus Diedrichshagen. Das Paar hatte drei Söhne und zwei Töchter. Der Sohn Hermann (* 1888) starb im Ersten Weltkrieg 1916 in englischer Gefangenschaft; Bernhard (1889–1947) wurde Pastor in Teterow, gehörte der Bekennenden Kirche an und wurde deshalb 1935 an der Ausübung seines Amtes gehindert und 1937 verhaftet, und Martin (jun., 1903–1945) war von 1933 bis 1944 Pastor in Kloster Dobbertin. 1939 eingezogen, war er Divisionspfarrer in Russland und ist am 23. Februar 1945 in Posen gefallen. Die beiden Töchter wurde Lehrerinnen: Maria (1896–1947) in Wismar und Schönberg (Mecklenburg), Therese (1898–1944) in Neukloster.

## Schriften
- Unser Kindergottesdienst. Berlin: Ostdeutscher Jünglingsbund o. J. (Für Feste und Freunde der Inneren Mission 53)
- Gibt es einen Gott? Schwerin: Bahn 1913
- Zur Wunderfrage: Gott und die Naturgesetze. Schwerin: Bahn 1914
- Krieg und Christentum. Schwerin: Bahn 1915 (Digitalisat, Volltext)
- Der Lügenfeldzug gegen Deutschland. Schwerin: Bahn 1915
- Heilsgeschichtliche Anmerkungen zum Alten Testament: Ein Hülfsbuch zur Einführung in die Heilige Schrift. 2. erw. u. verb. Aufl., Schwerin: Bahn 1916
- Gedächtnispredigt am Sarge des Präpositus Kirchenrat Karl Heussi gehalten am 21. März 1917. Schwerin: Bahn 1917
- Der alttestamentliche Prophetismus. Schwerin: Bahn 1917
- Die lutherische Lehre von der Bekehrung. Schwerin: Bahn 1925